# Soufflé
 Der er for få eller ingen kildehenvisninger i denne artikel, hvilket er et problem. Du kan hjælpe ved at angive troværdige kilder til de påstande, som fremføres i artiklen.

Soufflé er navnet på en let æggeret. Navnet, soufflé, kommer gennem fransk fra latin: sub = "under" + flare = "blæse". Da æggene er pisket op med luft, kan retten siges at være "underblæst".
Soufflé fremstilles i mange forskellige beholdere "soufflé-skåle" eller ramekin. 